# 剣持伴紀
剣持 伴紀（けんもち ともき、1943年1月8日 - ）は、日本の元俳優、声優。東京都出身（出生地は宮城県）。
本名は同じ。劇団俳優座、文学座養成所、中里事務所を経て、エヌ・エー・シーに所属していた。

## 来歴・人物
東海大学付属高等学校卒業。
劇団俳優座養成所の第16期生で、同期には太地喜和子、峰岸徹、河原崎建三らがいる。その後、文学座を経てテレビドラマ等で活動。
キャリア初期は時代劇から特撮まで様々な作品に悲運な青年役などで出演し、1970年代後半からは知性派の悪役としても個性を発揮。『特捜最前線』『太陽にほえろ!』『西部警察 PART-III』など刑事ドラマへの主犯役での出演も数多い。
1960年代は『サンダーバード』のアラン・トレーシーの吹き替えなど声優業でも実績も残している。
1990年代に在家仏教教団・真如苑の信徒となり、その後、同教団の事務局員となったため、俳優業を引退。

## 出演作品

### テレビドラマ
- 近鉄金曜劇場 / 絹のドレス（1964年、TBS）
- 近鉄金曜劇場 / 遠い影（1966年、朝日放送）
- 特別機動捜査隊（NET / 東映）
  - 第293話「飛び散る青春」（1967年）
  - 第315話「栄光二重奏」（1967年）
  - 第337話「鈴の旅路」（1968年）
  - 第344話「光る愛の海」 （1968年） - 野上一郎
  - 第380話「人形は生きている」（1969年）
  - 第430話「明日からはひとり」（1970年） - 早瀬
  - 第437話「恋の終着駅」（1970年） - 沢本
  - 第466話「10年目の事件」（1970年） - 塚田
  - 第478話「謎の女」（1970年） - 渡辺
  - 第499話「白い殺人者」（1971年）
  - 第602話「香港から来た女」（1973年） - 市原
  - 第689話「復讐の構図」（1975年） - 立松
  - 第706話「魅せられた賭け」（1975年）- 梶浦
  - 第733話「銭湯ブルース」（1975年） - 風間
- 大河ドラマ（NHK総合）
  - 竜馬がゆく （1968年） - 楢崎太郎
  - 勝海舟 （1974年）
  - 山河燃ゆ （1984年） - 記者
  - 春の波涛 （1985年） - 伊東巳代治
- ウルトラセブン 第29話「ひとりぼっちの地球人」（1968年、TBS / 円谷プロ） - 一の宮貞文
- 怪奇大作戦 第2話「人喰い蛾」（1968年、TBS / 円谷プロ） - 横山（マルス自動車テストドライバー）
- 戦え! マイティジャック 第3話「悪魔の海に飛んでいけ!」（1968年、フジテレビ / 円谷プロ） - 三上一郎
- 東京バイパス指令 第5話「恐喝」（1968年、日本テレビ / 東宝）
- 三匹の侍 第6シリーズ 第20話「あぶら花」（1969年、フジテレビ） - 吉住小十郎
- 用心棒シリーズ 俺は用心棒（NET / 東映）
  - 第3話「陽炎の宿」（1969年） - 与助
  - 第24話「掟」（1969年） - 梅吉
- 銭形平次（フジテレビ / 東映）
  - 第195話「江戸っ子長屋」（1970年） - 森安重兵ヱ
  - 第416話「死神が子を招く」（1974年） - 綾吉
  - 第473話「風が恐怖を呼ぶ」（1975年） - 文吉
  - 第561話「八五郎大いに嘆く」（1977年） - 与吉
  - 第614話「狙われた女」（1978年） - 政吉
  - 第625話「わが子わが女房」（1978年） - 宇吉
  - 第704話「もう一つの過去」（1980年） - 清次
  - 第851話「赤ん坊すりかえ事件」（1983年） - 芳次郎
  - 第867話「蛇の目かんざしの女」（1983年） - 又吉
- 五番目の刑事 第17話「ニャロメ鳥が見ていた」（1970年、NET / 東映） - 安田弘
- 燃えよ剣 第15話「わかれ雲」（1970年、NET / 東映） - 三浦雄作
- 素浪人 花山大吉 第84話「地獄の槍が呼んでいた」（1970年、NET / 東映） - 清次
- 新三匹の侍 第7話「荒馬娘が吠える町」（1970年、フジテレビ / 松竹） - 直助
- プレイガールシリーズ（12ch / 東映）
  - プレイガール 第77話「男と女の夜のお話」（1970年） - 小西
  - プレイガールQ 第14話「女極道うらみ節」（1975年） - 永倉
- 風の視線（1970年、フジテレビ）
- 大江戸捜査網（12ch / 日活 - 三船プロ）
  - 第25話「元禄ぐれん隊」（1971年） - 北川の兄貴
  - 第45話「小判に秘めた恋」（1971年） - 清吉
  - 第56話「さすらい殺法 乱れ斬り!」（1972年） - 建部信太郎
  - 第98話「明日を賭けた賞金首」（1973年） - 石倉喜三郎
  - 第193話「命預けた怨み節」（1975年） - 水野出羽守
  - 第260話「理由なき殺人」（1976年） - 南部宗一郎
  - 第316話「恋なさけ捨身の木遣唄」（1977年） - 太田
  - 第418話「悪を撃つ謎のオランダ銃」（1979年） - 同心
  - 第444話「祭りに咲いた夫婦花」（1980年） - 同心
  - 第469話「汚れた顔の天使達」（1980年） - 本間
  - 第482話「嘘と誠の夫婦雛」（1981年） - 佐野主水正
  - 第553話「尼僧が誘う妖艶やわ肌蜘蛛」（1982年） - 佐久間修理
  - 第578話「毒花一輪 獲物を狙う赤い唇」（1983年） - 市村左近
  - 第597話「悪徳人妻市場 裏切りの情事」（1983年） - 佐久間典膳
  - 第612話「下手人は父ちゃんだ!」（1983年） - 本郷左門
  - 新 大江戸捜査網 第11話「暴走娘 涙の五千両」（1984年、ヴァンフィル） - 千次
- 青空浪人 第12話「おみくじ大吉札」（1971年、日本テレビ / ユニオン映画） - 滝川蔵人
- 必殺シリーズ（朝日放送 / 松竹）
  - 必殺仕掛人 第9話「地獄極楽紙ひとえ」（1972年） - 桜田嶺乃進
  - 必殺必中仕事屋稼業 第16話「仕上げて勝負」（1975年） - 長次
  - 必殺からくり人・血風編 第6話「悲恋を葬る紅い涙」（1976年） - 宇佐美源四郎
  - 新・必殺仕置人 第26話「抜穴無用」（1977年） - 岡っ引き権太
  - 新・必殺からくり人 第1話「東海道五十三次殺し旅 日本橋」（1977年） - 同心・渡辺
  - 必殺仕事人 第28話「尼寺に鬼女は棲むのか?」（1979年） - 富松
  - 翔べ! 必殺うらごろし 第9話「家具が暴れる恐怖の一夜」（1979年） - 宮本左門
  - 新・必殺仕事人
    - 第8話「主水 端唄で泣く」（1981年） - 田村重蔵
    - 第16話「主水 家で説教する」（1981年） - 仁吉
    - 第42話「主水 バクチする」（1982年） - 堀田安房守

  - 必殺仕事人III 第5話 「夢の女に惚れたのは秀」(1982年）- 道有
  - 必殺仕事人IV 第25話「主水の上役 転勤する」（1984年） - 宮部友右衛門
- 地獄の辰 捕物控 第10話「月に吠える狼のように」（1972年、NET / 東映）
- 影同心シリーズ（毎日放送 / 東映）
  - 影同心 第3話「鐘に怨みの殺し節」（1975年） - 桜井大次郎
  - 影同心II 第13話「（秘）進学塾甘い罠」（1976年） - 村上伊織
- 賞金稼ぎ 第6話「ゴーストタウンの狼」（1975年、NET / 東映） - 安造
- 長崎犯科帳 第14話「旅路の果てのふたり」（1975年、日本テレビ / ユニオン映画）
- Gメン'75（TBS / 東映）
  - 第12話「漂流死体」（1975年） - 現金輸送車強奪団の一味
  - 第38話「スチュワーデス殺人事件」（1976年） - 三枝みか（泉晶子）のフィアンセ
  - 第177話「結婚と離婚」（1978年） - 浅井良一（警部補）
- 非情のライセンス（NET→テレビ朝日 / 東映）
  - 第2シリーズ
    - 第50話「兇悪の金」（1975年） - 沖達也
    - 第81話「兇悪の暴走族」（1976年） - 三田一

  - 第3シリーズ 第11話「兇悪の女囚・コールガール殺人事件」（1980年） - 西山
- 破れ傘刀舟 悪人狩り（NET / 三船プロ）
  - 第53話「真夜中の狂刃」（1975年） - 伊沢大作
  - 第74話「禁じられた十字架」（1976年） - 宗之助
  - 第130話「地獄の王将」（1977年） - 本多又七郎
- 徳川三国志 第4話「若君の危機」（1975年、NET / 東映） - 横倉藤十郎
- 痛快! 河内山宗俊 第11話「男が泣いたわらべ唄」（1975年、フジテレビ / 勝プロ） - 土屋新八郎
- 遠山の金さん（NET→テレビ朝日 / 東映）
  - 第1シリーズ 第12話「その十手を探せ!!」（1975年） - 松永平之進
  - 第2シリーズ 第24話「死を商う男」（1979年） - 佐々山兵馬
- 夫婦旅日記 さらば浪人 第16話「伊兵衛乱心」（1976年、フジテレビ / 勝プロ） - 永野又四郎
- 人魚亭異聞 無法街の素浪人 第20話「死の砦の決闘」（1976年、NET / 三船プロ） - 相沢定之介
- 桃太郎侍（日本テレビ / 東映）
  - 第3話「大名屋敷に鬼二匹」（1976年） - 吉川
  - 第50話「盗人一家は福の神」（1977年） - 内藤源三郎
  - 第74話「フグの毒より怖い罠」（1978年） - 板東采女
  - 第100話「江戸に灯りの戻る夜」（1978年） - 清吉
  - 第176話「お江戸結婚相談所」（1980年） - 富松
  - 第247話「渡世の意地通します」（1981年） - 堀井重介
- 新・座頭市 第15話「仕込杖が怒りに燃えた」（1977年、フジテレビ / 勝プロ） - 寒天の清松
- 江戸を斬るIII 第10話「恐怖の辻斬り」（1977年、TBS / C.A.L） - 会田式部
- 人形佐七捕物帳 第6話「音羽の猫は金の爪」（1977年、テレビ朝日 / 東映） - 吉蔵
- 特捜最前線（テレビ朝日 / 東映）
  - 第22話「標的 ある女の情炎」（1977年）
  - 第74話「死体番号004の男!」（1978年） - 合田恭介
  - 第84話「記憶のない毒殺魔!」（1978年）
  - 第105話「さようなら、高杉刑事!」（1979年） - 三原
  - 第362話「疑惑II 女捜査官の追跡!」（1984年） - 桐生（麻薬密売人）
  - 第437話「逆転推理・秋の花火のメッセージ!」（1985年） - 田部刑事
  - 第457話「終着駅の女II 上野駅・徳永礼子の犯罪!」（1986年） - 山崎進
- 太陽にほえろ!（日本テレビ / 東宝）
  - 第269話「みつばちの家」（1977年） - 大場春夫
  - 第453話「俺を撃て! 山さん」（1981年） - 東洋テレビプロデューサー
  - 第477話「俺は誘拐犯だ!」（1981年） - 中尾実
  - 第492話「傷だらけの勲章」（1982年） - 石田保
  - 第499話「こわれた時計」（1982年） - 啓成学園教諭
  - 第536話「死因」（1982年） - 木村徹（板倉代議士秘書）
  - 第590話「怪盗107号」（1984年） - 森口（竜神会幹部）
  - 第667話「デュークという名の刑事」（1985年） - 大内（東南商事秘書室長）
  - 第684話「美しき花の誘惑」（1986年） - 園山豊
  - 太陽にほえろ! PART2 第7話「逃げる」（1987年） - 上田高志
- 水戸黄門（TBS / C.A.L）
  - 第8部 第21話「黄門さまも人の親 -高松-」（1977年12月5日） - 佐伯助太夫
  - 第11部 第18話「天晴れ早駈け勝ち名乗り -与板-」（1980年12月15日） - 牧野康道（越後与板藩主）
  - 第16部 第27話「陰謀暴いた男の友情 -久保田-」（1986年10月27日） - 佐竹義処（出羽久保田藩主）
- 大鉄人17 第28話「出たぞ大海獣! ネッシーの子守歌」、第29話「そこのけそこのけ! 大暴れネッシーロボ」（1977年、毎日放送 / 東映） - 藤木教授
- 新幹線公安官 第1シリーズ 第11話「午後2時まで待って!」（1977年、テレビ朝日 / 東映） - 田所
- 少年ドラマシリーズ / 蜃気楼博士 （1978年、NHK総合） - 峠原忠明
- 江戸の鷹 御用部屋犯科帖 第13話「待ち伏せ! 千人槍同心」（1978年、テレビ朝日 / 三船プロ）
- 新五捕物帳（日本テレビ / ユニオン映画）
  - 第18話「罠にはまった女」（1978年） - 佐吉
  - 第59話「女がはめた罠」（1979年）- 巳之助
  - 第141話「闇に消えた男」（1981年）
  - 第163話「男のきずな」（1981年）
  - 第194話「母の涙の想い独楽」（1982年）
- 暴れん坊将軍（テレビ朝日 / 東映）
  - 吉宗評判記 暴れん坊将軍
    - 第32話「日本一の勝名乗り」（1978年） - 工藤半左衛門
    - 第99話「男、炎の土俵入り」（1980年） - 大出兵庫
    - 第142話「年の暮 新さん巷の煤払い」（1980年） - 大場弥十郎
    - 第183話「かりそめに咲く夜の花」（1981年） - 人斬り九十郎
    - 第202話「ずっこけ勘八功名噺」（1982年） - 十時軍兵衛

  - 暴れん坊将軍II
    - 第10話「泣くな吉宗 大江戸無情」（1983年） - 丹下
    - 第37話「女もつらいよ 母なれば」（1983年） - 川尻外記
    - 第57話「突っ張り娘の手毬唄」（1984年） - 富蔵
    - 第68話「いま、ひと夏のいのち唄!」（1984年） - 松浦順三郎
    - 第85話「火花が飛んだ! 嫁・姑!」（1984年）- 弥十
    - 第118話「めぐり逢い運命の凶弾!」（1985年） - 奥田又十郎
    - 第139話「五郎左を寝盗るか、詐欺女!?」（1986年） - 別所新兵衛
    - 第160話「地獄行き、母が担いだ玉の輿!」（1986年） - 梶本主膳
    - 第180話「怨みを染めたつのかくし!」（1986年） - 乾臨太郎
    - 第189話「仇姿、つよい女が泣きました!」（1987年） - 柏木郡兵衛

  - 暴れん坊将軍III 第9話「炎に消えた女囚!」（1988年） - 大久保勘解由
- 大岡越前（TBS / C.A.L）
  - 第5部 第14話「将軍様の人情裁き」（1978年5月8日）- 牧野弥一郎
  - 第9部 第16話「兄を殺した非道医者」（1986年2月10日） - 藤掛唐十郎
  - 第10部 第1話「大岡越前」（1988年2月29日） - 田島庄之助
- 火曜劇場 / 帰らざる旅路 （1979年、日本テレビ）
- 江戸の旋風シリーズ（フジテレビ / 東宝）
  - 同心部屋御用帳 江戸の旋風IV 第22話「どぶねずみに花束を」（1979年） - 誠一郎
  - 新・江戸の旋風 第4話「唐丸籠破り」（1980年） - 清月
- 鉄道公安官 第12話「もりおか4号・消えた花嫁」（1979年、テレビ朝日 / 東映） - 松井五郎
- 江戸の激斗 第13話「名もない男達の詩」（1979年、フジテレビ / 東宝） - 石丸
- 長七郎天下ご免!（テレビ朝日 / 東映）
  - 第5話「情け! 高麗人参」（1979年） - 井筒惣右衛門
  - 第31話「黄金（こがね）の肌のたまご焼き」（1980年）- 片桐
  - 第41話「紅い幽霊屋敷」（1980年）- 谷村
  - 第99話「月に吼える白狐の影法師」（1981年）- 竹中采女正
- 騎馬奉行 第11話「怪盗白羽矢組・女体の罠」（1979年、関西テレビ / 東映） - 浪人・大月兵庫
- 破れ新九郎 第19話「無惨、狙われた百姓妻」（1979年、テレビ朝日 / 中村プロ） - 松平丹波守
- 猿飛佐助 第8話「母君救出作戦 八丁跳び」（1980年、日本テレビ / 国際放映） - 葛城為治
- 斬り捨て御免!（12ch / 歌舞伎座テレビ）
  - 第1シリーズ 第19話「闇夜に笑う天狗の面」（1980年） - 渡辺義高
  - 第3シリーズ 第11話「夏の怪 竜神が流す火の涙」（1982年） - 大場内膳
- 旅がらす事件帖 第18話「海に血を呼ぶ母子星」（1981年、関西テレビ / 国際放映） - 大村玄蕃
- ザ・ハングマン シリーズ（朝日放送 / 松竹）
  - ザ・ハングマン
    - 第14話「生き返ったスリ係女刑事」（1981年） - 寺本
    - 第35話「にせハングマン壊滅作戦」（1981年） - 大山

  - ザ・ハングマンII 第19話「女子留学生を売る吸血医」（1982年） - 佐久間のボディーガード
  - 新ハングマン 第26話「女体を生体実験する悪魔の病院長」（1984年） - 「太陽の里」研究員
  - ザ・ハングマン4 第22話「検察官が新種の麻薬づくりを強要する!」（1985年） - 根津（根津興信所所長）
  - ザ・ハングマンV 第14話「エジソンがラブホテルで殺人者にされる!」（1986年） - 山岡（KGクラブオーナー）
- 幻之介世直し帖（日本テレビ / 国際放映）
  - 第4話「はやぶさが挑んだ大爆発の罠」（1981年） - 望月玄十郎
  - 第15話「くの一地獄変」（1982年）
- 文吾捕物帳 第7話「めばるが泣いた女風呂」（1981年、テレビ朝日 / 三船プロ）
- 赤かぶ検事奮戦記II 第3話「趣味は泥棒」（1981年、朝日放送 / 松竹） - 小倉孝夫
- 竜馬がゆく（1982年、テレビ東京 / 中村プロ） - 徳川慶喜
- 同心暁蘭之介 第23話「まぼろしの女」（1982年、フジテレビ / 杉友プロ）
- 噂の刑事トミーとマツ 第2シリーズ 第17話「アリャ?! カラテ美女の意外な弱点」（1982年、TBS / 大映テレビ）
- 影の軍団III 第10話「死を呼ぶ子守唄」（1982年、関西テレビ / 東映）
- 源九郎旅日記 葵の暴れん坊（テレビ朝日 / 東映） 
  - 第14話「なにわ娘の恋十手」（1982年） - 潮田竜之丞
  - 第38話「駆けろ! げんこつ街道」（1983年） - 山部岡三郎
- 時代劇スペシャル / 浪人八景・雪太郎風流剣 （1982年、フジテレビ / 杉友プロ） - 松浦大学
- 遠山の金さん 第1シリーズ 第44話「悪女にされた深川芸者!」（1983年、テレビ朝日 / 東映） - 新吉  ※高橋英樹版
- 松平右近事件帳 第50話「闇に咲く花 なみだ花」（1983年、日本テレビ / ユニオン映画） - 鉄蔵
- 右門捕物帖 第18話「老盗、木枯し源次」（1983年、日本テレビ / ユニオン映画） - 弥吉
- 西部警察 PART-III （テレビ朝日 / 石原プロ） 
  - 第13話「追跡! 1825日」（1983年） - 高坂
  - 第54話「妹」（1984年） - 中丸正
- 花王名人劇場 / わが家はカタログ （1983年、関西テレビ / 東阪企画）
- 土曜ドラマ / 華族の女 （1983年、NHK総合）
- 長七郎江戸日記 第1シリーズ （日本テレビ / ユニオン映画） 
  - 第15話「通りゃんせ小太郎」（1984年）- 大林算喜
  - 第59話「反骨武士は死なず」（1985年）- 朝倉義勝
  - 第70話「泣くな!寅」（1985年）- 大石新兵衛
- 流れ星佐吉 第15話「昔なじみは大悪党」（1984年、関西テレビ / 松竹）
- スクール☆ウォーズ（1984年 - 1985年、TBS / 大映テレビ） - 影山達郎
- 私鉄沿線97分署 第58話「ピンチ! 検視官にギ・ワ・ク!?」（1985年、テレビ朝日 / 国際放映）
- 影の軍団IV 第27話「大老暗殺! 桜田門の女たち」（1985年、関西テレビ / 東映） - 高橋多一郎
- 徳川風雲録 御三家の野望 （1986年、テレビ東京 / 東映） - 藤井左京
- 武蔵坊弁慶 （1986年、NHK総合） - 藤原国衡
- 誇りの報酬 第36話「芹沢刑事の妹が誘拐された!?」（1986年、日本テレビ / 東宝） - 梶敬介
- 若大将天下ご免!（テレビ朝日 / 東映）
  - 第9話「天までとどけ母子鷹!」（1987年） - 岡田左門之助
  - 第38話「懲りない親父のそら涙」（1987年） - 香坂新右衛門
- 光戦隊マスクマン 第21話「桐の谷の黒い影」（1987年、テレビ朝日 / 東映） - 山形博士

### 映画
- 戦後残酷物語（1968年、大映） - 望月五郎
- 塩（1976年、映像集団エラン・ヴィタル） ※ナレーション

### テレビアニメ
- 少年忍者 風のフジ丸（1964年 - 1965年、NET / 東映動画）

### 人形劇
- サンダーバード（1966年、NHK総合） - アラン・トレーシー
- サンダーバード 劇場版（1967年、UA） - アラン・トレーシー（劇場公開版）